# Cuatro baladas para piano (Brahms)

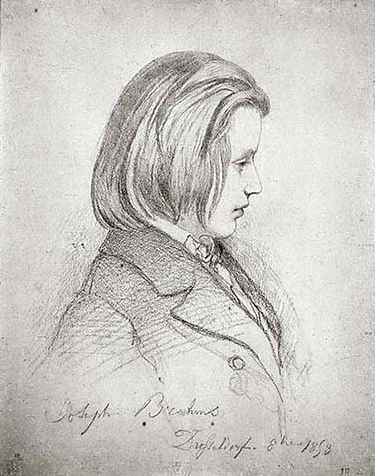
Dibujo a lápiz de Laurens de Johannes Brahms a la edad de 20 años, dibujado a petición de Robert Schumann en Düsseldorf (Bibliotheque Inguimbertine, Carpentras, Francia)

Las cuatro baladas, op. 10 de Johannes Brahms constituyen uno de los mejores ejemplos de la música lírica escrita para piano durante su juventud. Están fechadas en 1854 y dedicadas a su amigo Julius Otto Grimm. Su composición coincide con el comienzo del afecto (casto) durante toda la vida del compositor hacia Clara Schumann, la esposa del famoso compositor que ayudó a lanzar la carrera de Brahms.
Las baladas están dispuestas en dos pares con tonalidades mayor y menor. La primera balada fue inspirada por un poema escocés, Edward que se encuentra en la colección Stimmen der Völker in Liedern compilado por Johann Gottfried Herder. Es también uno de los mejores ejemplos del estilo bardo de Brahms, que evocan la sensación de un pasado mitológico.
Brahms regresó a la forma de balada en las Seis piezas para piano, op. 118. Sus duetos, opus 75 también son baladas, que incluyen un ajuste del poema Edward, el mismo que inspiró el op. 10, n.º 1.

## Tonalidades y análisis musical
- Op 10 n.º 1 en re menor. Andante
- Op 10 n.º 2 en re mayor. Andante
- Op 10 n.º 3 en si menor. Intermezzo. Allegro
- Op 10 n.º 4 en si mayor. Andante.

### Balada n.º 1
La primera pieza comparativamente corta (Andante, 4/4), tiene la forma de canción simple de tres partes A-B-A. En la primera sección, consta de dos bloques temáticos (ocho y cinco compases), que se repiten una vez hasta la sección intermedia dinámica. Mientras que la primera línea del texto de la balada "Dein Schwert, wie ist's von Blut so rot?" (Tu espada, ¿cómo es que está tan roja de sangre?) se puede superponer al motivo del primer compás, las dos quintas octavas huecas en los compases dos y tres, que se caracterizan por una armonía sin tercera, simbolizan el penetrante discurso con el que la madre presiona a su hijo: "¡Edward, Edward!"
La respuesta evasiva de Edward se puede ubicar bajo la segunda sección poco piú moto en si bemol mayor, en el siguiente compás modulando a sol menor, tema melancólico cuyas voces externas se conectan entre sí en contrapunto: "I beat my vulture to death". Los cinco compases terminan en sostenuto en la dominante la mayor en una fermata, después de lo cual se repiten los dos temas, ligeramente variados.
En la sección intermedia móvil, que comienza en re mayor (Allegro ma non troppo), hay un aumento dinámico hasta el fortissimo de repeticiones masivas de acordes. La textura rítmica está dominada por trillizas, repetidas palpitantemente, revelando la conciencia atormentada del hijo en diálogo con su madre, mientras que los golpes fortissimo representan la confesión del parricidio al final de la balada, un crimen imputado a la madre ("La maldición del infierno reposará sobre ti / ¡Por ti, que me aconsejaste!").
Después del clímax en si bemol mayor, Brahms conduce directamente al segundo tema de cinco compases en compás 44, como una repetición, que se eleva en una octava con acordes de agarre completo y la inquietud de los eventos dramáticos se puede sentir a través de octavas. Después trillizas de bajo continúan hasta el final de la composición. El compás 59 nos lleva de vuelta al primer tema, que ahora parece estar interrumpido por tresillos incompletos en el bajo.

### Balada n.º 2
La segunda pieza en re mayor, mucho más larga (Andante, 4/4, expressivo e dolce) está introducida por un acompañamiento sincopado con un bajo impactante, que recorre toda la primera parte. A partir del tercer compás suena una cantilena a dos voces, formada por acordes a veces de muy largo recorrido y parcialmente arpegiados a partir del compás 7. Con el compás 10 se la lleva oscureciendo a si menor y desde el compás 18 se retoma con la segunda parte del motivo.
El atractivo contraste armónico entre el re mayor consistente de la figura simple que lo acompaña y la melodía ya apunta al inquieto desarrollo de la sección central (Allegro non troppo, doppio movimento), que se introduce desde el compás 24 con cuartas en staccato, para ser tocadas el doble de rápido, como en la primera parte y con sus golpes de octava, disonancias y el ritmo palpitante similar recuerdan la atmósfera de la primera balada. La sección C en movimiento (Molto staccato e leggiero) en si mayor pasa al compás 6/4 y sorprende con un espeluznante movimiento staccato con breves suspensiones en los agudos.

### Balada n.º 3
La tercera balada en si menor (Allegro, 6/8), que sólo más tarde recibió el título de "Intermezzo", inicialmente se destaca de las piezas anteriores por su tiempo rápido y su comienzo fuerte, pero con su tripartición simple tiene enlaces con la primera obra. Invierte la relación de las partes, con los movimientos exteriores ahora rítmicamente animados y dinámicos, mientras que la sección central en fa sostenido mayor es más restringida. Después de un comienzo sorprendentemente desafiante, figuras de corchea y semicorchea giratorias y una cadencia, las estructuras de acordes sincopados siguen desde el compás 9, llegando a fa sostenido mayor, después de lo cual las cadenas de corchea y semicorchea se repiten continuamente en el movimiento del piano y terminan en pianissimo al final de la sección A. El volumen apagado también caracteriza la brillante y sonora sección central en fa sostenido mayor.

### Balada n.º 4
La cuarta balada en si mayor (Andante con moto, 3/4), con su melodía anhelante y arrebatadora sobre cadenas de corcheas uniformes y penosamente descendentes que recuerdan a Robert Schumann, con su expresividad y madurez compositiva, es una de las más profundas inspiraciones del joven Brahms.
Se destaca de las baladas anteriores por su ritmo predominantemente estable, volumen consistente y planitud, lo que ofrece un contrapunto sosegado que permite vislumbrar el estado de ánimo del compositor. La sección central en compás de 6/8, para tocar più lento, muestra un patrón de movimiento simple y se extiende desde el compás 47 al 72. El movimiento de corchea constante de la mano izquierda se superpone con un movimiento de tresillo de la mano derecha y forma un movimiento armónico. cambiando la base del sonido. En él se teje una melodía que, dada la marca de ejecución col intimissimo sentimento, ma senza troppo marcare la melodia, no debe ser demasiado trabajada.

## Elementos poéticos

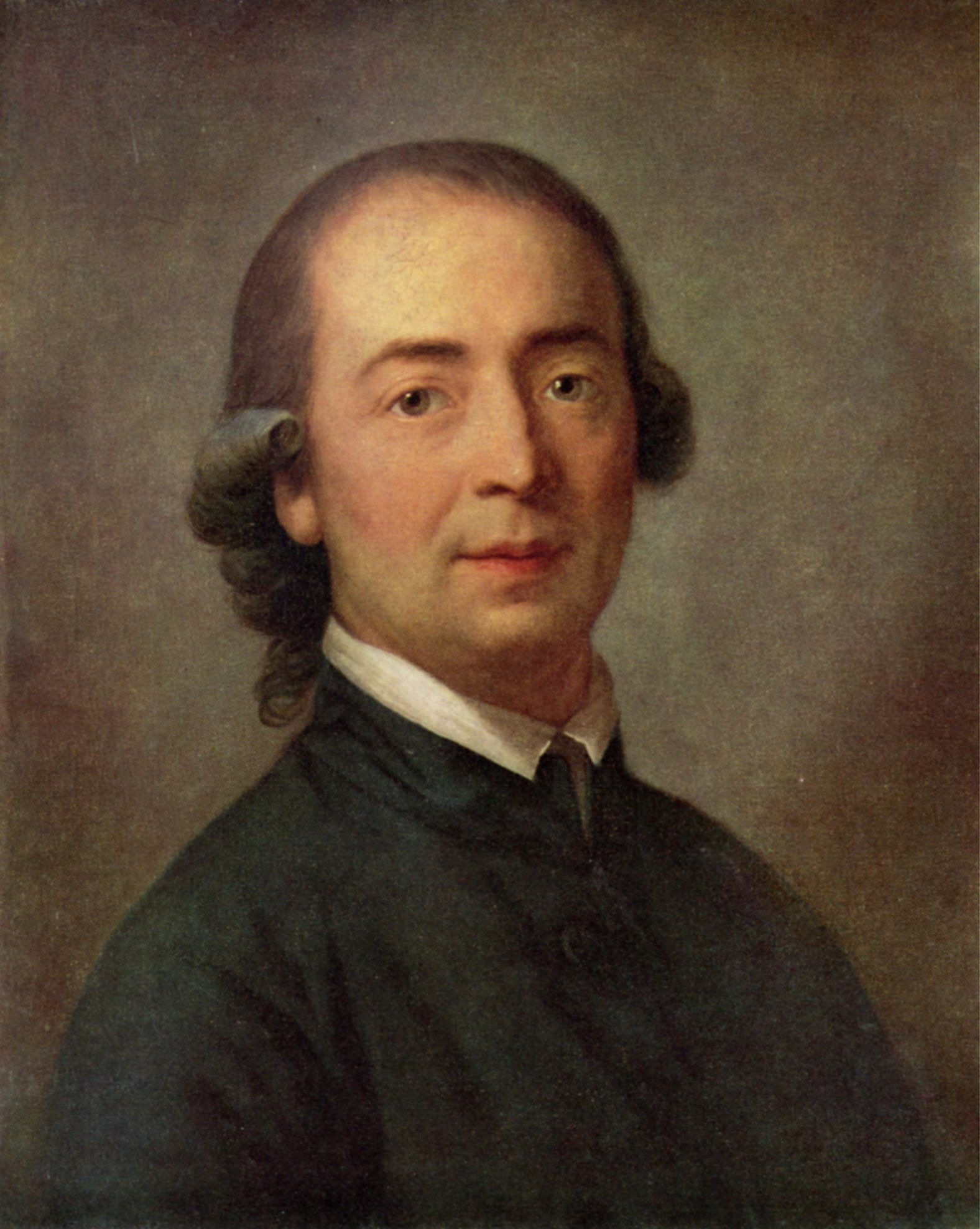
Johann Gottfried Herder, pintura de Anton Graff, 1785, Gleimhaus Halberstadt

El mundo de las taciturnas sagas nórdicas y el tono sencillo de muchas de las canciones populares que se pueden encontrar en esta colección de canciones se reflejan en la textura predominantemente simple y el sonido sobrio, a veces casi áspero, de las composiciones. La balada Edward retoma un motivo edípico y también fue musicalizada por Carl Loewe.
Julius Allgeyer había recomendado a Brahms la obra de Herder, que desde entonces fue uno de sus libros favoritos y siempre estuvo sobre su escritorio.
Las cuatro baladas también pueden tener una inspiración poética, aunque solo la primera pieza tiene un trasfondo literario que se menciona y enfatiza explícitamente, lo que, sin embargo, influyó en el "tono de balada" de la colección en su conjunto.
Muchos años después de su ciclo de baladas, Brahms puso música al poema Verrat de Carl von Lemcke en las Cinco canciones para voz baja op.105. 
Si bien los elementos poéticos en la música de Brahms parecen jugar un papel menos importante que los de Robert Schumann, y a menudo se lo veneraba como representante de la música absoluta, algunos de sus contemporáneos no juzgaron esto de manera tan categórica. Con una excepción, Brahms prescindió de títulos o lemas en sus últimas obras para piano, como es familiar en muchas de las obras de Schumann; sin embargo, en ellas se pueden encontrar una y otra vez referencias literarias o conexiones con sus propias canciones.
El último Intermezzo contemplativo en mi mayor Op. 116 n.° 4 está vinculado a la Canción Op. 57 n.° 3, publicada en 1871 y basada en un poema de Georg Friedrich Daumer, y muestra similitudes en carácter, tono y tempo como en el tema de apertura en sí mismo.
El conmovedor Intermezzo Op. 117 No. 1 en mi bemol mayor con su ritmo oscilante y el compás de 6/8 de la Berceuse de Chopin recuerda a una canción de cuna. Brahms lo precedió con los versos de otra canción popular escocesa, que también se encuentra en la colección de Herder y lleva el título Canción de cuna de una madre infeliz: "¡Duerme suavemente, hijo mío, duerme dulce y bellamente! Lamento mucho verte llorar".

## Repercusión
Brahms le pidió a Joseph Joachim que evaluara algunas de sus primeras obras para piano y, además de las Variaciones sobre un tema de Schumann, le envió otras cuatro piezas. En un principio quería para ellas el título "Hojas del diario de un músico. Editado por el joven Kreisler”. Joachim, protestó enérgicamente por esta designación, elogió no solo las variaciones sino también el scherzino, que prefería a la "imitación de Mendelssohn". Era "extraordinariamente tierna, casi sutilmente irónica, tan suave que no se puede criticar nada..." Los estudios han demostrado que esta pieza fue la Tercera balada en si menor. En la copia del grabador de Peter Fuchs, revisada por Brahms, la obra que más tarde fue denominada "Intermezzo" todavía se titulaba "Scherzino", mientras que aún no está claro si las otras tres piezas eran las otras baladas.
Dado que Brahms deleitó a su maestro de Hamburgo, Eduard Marxsen, en octubre de 1854 con las "Baladas", se supone que las obras estaban disponibles en ese momento en la forma que conocemos hoy. A fines de enero de 1855 le escribió a Joachim que sus "Variaciones y Romanzas" eran extremadamente valiosas para él, ya que le recordaban "mucho a las horas del crepúsculo con Clara".
Todavía en la Navidad de 1854 se las envió a Robert Schumann y poco después se las mostró personalmente. El enfermo Schumann escribió más tarde una carta entusiasta a su esposa Clara: la primera balada era "maravillosa" y novedosa para él, mientras que el "doppio movimento" de la segunda era incomprensible y demasiado rápido. Elogió el movimiento "encantador" y estimulante de la imaginación de la pieza, cuyo "bajo final en fa sostenido" introduce la tercera balada, que es "demoníaca" y tiene un "trío completamente glorificado". En la última balada notó "la extraña primera melodía al final", que "oscila entre menor y mayor y la melancolía se queda en mayor". Consideró la balada en re mayor como un adagio, la balada en si menor como el scherzo demoníaco de una sonata para piano, mientras que Clara pensó que escuchaba una canción angelical en el movimiento central en fa sostenido mayor de la tercera pieza.
Max Kalbeck comparó las composiciones con los movimientos lentos de las primeras sonatas para piano ya que el andante de la Sonata en fa sostenido menor op.2 se basa en la canción de invierno del juglar Graf Kraft von Toggenburg y el de la Sonata en do mayor en la canción popular Verstolen geht der Mond auf.